# Giv det videre
Giv det videre (orig. Pay It Forward) er en amerikansk film fra 2000 instrueret af Mimi Leder. Filmen er baseret på en roman af samme navn skrevet af Catherine Ryan Hyde.

## Rolleliste
- Kevin Spacey som Eugene Simmonet
- Helen Hunt som Arlene McKinney
- Haley Joel Osment som Trevor McKinney
- Jay Mohr som Chris Chandler
- Jim Caviezel som Jerry
- Jon Bon Jovi som Ricky McKinney
- Angie Dickinson som Grace
- David Ramsey som Sidney Parker
- Gary Werntz som Mr. Thorsen
- Colleen Flynn som Kvinde på broen
- Marc Donato som Adam
- Kathleen Wilhoite som Bonnie
- Liza Snyder som Michelle

## Fodnoter
1. ↑  Pay It Forward (2000) - Box Office Mojo